# Cortes de Barcelona (1379)
Las Cortes Catalanas fueron convocadas por el rey Pedro IV el Ceremonioso en Barcelona, en 1379-1380, a fin de obtener fondos para luchar en la revuelta de Cerdeña y para intervenir en Sicilia, donde el rey tenía intereses sucesorios. En los Capítulos de Cortes aprobados el 3 de diciembre de 1379, el brazo real y el eclesiástico prometieron un donativo de 150.000 libras condicionado a la participación del brazo militar. Se aprobó un anticipo inicial de 50.000 libras para las acciones de defensa más urgentes. El resto estaba también condicionado a que la expedición se realizase antes de un año, cosa que no sucedió.
El 17 de enero de 1380 la corte nombró los nuevos diputados de la Generalidad de Cataluña con Felipe de Anglesola al frente. A resultados de los consejos dados por la comisión reorganizadora de la Generalidad que se había nombrado en las cortes anteriores, se decidió ahorrar dinero y no nombrar oyentes de cuentas, asignando las funciones de administrador al diputado real. También se acordó asignar una retribución de 150 florines anuales a cada diputado.
| Predecesor: Cortes de Barcelona (1377) | Cortes Catalanas 1379-1380 | Sucesor: Cortes de Monzón-Fraga (1383) |